# 29 mars 1988
Le mardi 29 mars 1988 est le 89e jour de l'année 1988.

## Naissances
- Adrian Kurek, coureur cycliste polonais
- Andrei Ionescu, joueur de football roumain
- Arnaud Jacquemet, joueur professionnel suisse de hockey sur glace
- Bojana Živković, joueuse de volley-ball serbe
- Esther Cremer, athlète allemande
- Francesco Lasca, coureur cycliste italien
- Jürgen Zopp, joueur de tennis estonienne
- Jesús Molina, footballeur mexicain
- Kelly Sweet, chanteuse américaine
- Kevin Quick, joueur de hockey sur glace américain
- Mandana Karimi, actrice de Bollywood d'origine iranienne
- Marek Suchý, footballeur tchèque
- Nicky Law, joueur de football britannique
- Ondrej Zelinka, cycliste tchèque
- Roberto Quartaroli, joueur de rugby italien
- Shaune Fraser, nageur caïmanais
- Stefan Mitrović, joueur serbe de water-polo
- Steffi Sorensen, joueuse de basket-ball américaine
- Tatsiana Likhtarovich, joueuse de basket-ball biélorusse
- Valentina Cester, joueuse italienne de volley-ball

## Décès
- Arkadi Bochkaryov (né le 24 février 1931), joueur de basket-ball soviétique
- Dulcie September (née le 20 août 1935), personnalité politique sud-africaine
- Jacques Santi (né le 11 mars 1939), acteur français
- Jean Urvoas (né le 8 février 1922), prêtre français
- Maurice Blackburn (né le 22 mai 1914), compositeur et réalisateur
- Nikolaï Alexandrovitch Benois (né le 9 avril 1901), décorateur de théâtre italien

## Événements
- Sortie du film Beetlejuice
- Sortie de l'album He's the DJ, I'm the Rapper